# Trnovlje pri Celju
Trnovlje pri Celju so razpotegnjeno urbanizirano naselje v Celjski kotlini v Mestni občini Celje s 1.300 prebivalci. Nahaja se na ravnini, ki jo terasa reke Hudinje loči od nižje ravnice ob Hudinji in potoku Vzhodni Ložnici.
Starejši del naselja s kmečko zasnovo preseka avtocesta Arja vas - Hoče. Skozi del kraja teče cesta Celje - Ljubečna. Na vzhodni strani sega naselje v Gaje z redkim hrastovim gozdom, kjer je celjska energetska in skladiščna cona.
V kraju je kulturni dom Zarja, kjer deluje priznana amaterska gledališka skupina. Ob Vzhodni Ložnici je zaselek »Bozne«.
V načrtu je gradnja Ekonomsko-poslovne cone Trnovlje – jug.

## Prebivalstvo
Etnična sestava 1991:
- Slovenci: 1090 (93,1 %)
- Hrvati: 19 (1,6 %)
- Jugoslovani: 4
- Muslimani: 4
- Srbi: 3
- Makedonci: 1
- Ostali: 3
- Neznano: 46 (3,9 %)
- Regionalno opredeljeni: 1